# لوچو گاتیکا
لوچو گاتیکا (اسپانیایی: Lucho Gatica‎؛ ۱۱ اوت ۱۹۲۸–۱۳ نوامبر ۲۰۱۸) خواننده بولرو، بازیگر فیلم و مجری تلویزیونی اهل شیلی بود که به عنوان «پادشاه بولرو» شناخته می‌شود. او به‌طور گسترده یکی از بزرگ‌ترین و تأثیرگذارترین هنرمندان بولرو و یکی از محبوب‌ترین چهره‌های تمام دوران در سراسر جهان شناخته می‌شود.
نخستین ترانه او که در سال ۱۹۵۱ میلادی منتشر شد، با موفقیت چشمگیری همراه بود. وی بیش از ۹۰ ترانه دارد و در بسیاری از نقاط جهان، کنسرت اجرا کرده‌است.